# Federazione pallavolistica dell'Etiopia
La Federazione etiope di pallavolo (eng. Ethiopian Volleyball Federation, EVF) è un'organizzazione fondata per governare la pratica della pallavolo in Etiopia.
Organizza il campionato maschile e femminile, e pone sotto la propria egida la nazionale maschile e femminile.
Ha aderito alla FIVB nel 1955.